# Клименко, Григорий Ефимович
Григорий Ефимович Клименко (06.02.1910—26.08.1982) — помощник командира взвода 41-го гвардейского стрелкового полка (14-я гвардейская стрелковая Винницкая ордена Ленина Краснознамённая ордена Кутузова дивизия, 33-й гвардейский стрелковый корпус, 5-я гвардейская армия, 1-й Украинский фронт), гвардии старший сержант, участник Великой Отечественной войны, кавалер ордена Славы трёх степеней.

## Биография
Родился 6 февраля 1910 года в селе Таганча ныне Каневского района Черкасской области (Украина) в крестьянской семье. Украинец. Окончил школу.
В Красной Армии с 1932 по 1934, с июня по сентябрь 1941 и с начала 1944 года. С первых дней войны — в действующей армии. Воевал на Юго-Западном фронте. В сентябре 1941 года попал в окружение. Вернулся в родные края. После освобождения территории Киевской области с 12 января 1944 года — снова в действующей армии. Воевал на 1-м и 4-м Украинских фронтах. Принимал участие в Корсунь-Шевченковской, Проскуровско-Черновицкой, Львовско-Сандомирской, Карпатско-Ужгородской, Западно-Карпатской, Моравско-Остравской и Пражской наступательных операциях.
В ходе Львовско-Сандомирской наступательной операции 31 июля 1944 года в районе села Рахиня группа пехоты противника под прикрытием тумана прорвалась в район штаба полка. Г. Е. Клименко с группой бойцов организовал оборону и отразил три атаки противника, не допустив его дальнейшего продвижения.
Приказом командира 237-й стрелковой дивизии генерал-майора Дремина Л. Ф. 10 августа 1944 года сержант Клименко Григорий Ефимович награждён орденом Славы 3-й степени.
В период Карпатско-Ужгородской наступательной операции 22 сентября в районе села Райське (ныне гмина Солина, Лесковский повят Подкарпатского воеводства, Польша) со своим отделением зашел в тыл противнику, захватил населенный пункт и удерживал его до подхода роты. Лично уничтожил трех вражеских солдат и двух захватил в плен. 28 сентября в тяжелых условиях горно-лесистой местности первым поднял отделение в атаку, ворвался во вражеские окопы, уничтожил 2 огневые точки. Был ранен, но продолжал командовать отделением до выполнения боевой задачи.
Приказом командующего 1-й гвардейской армией от 3 ноября 1944 года сержант Клименко Григорий Ефимович награждён орденом Славы 2-й степени.
С января 1945 года назначен помощником командира взвода. 23 апреля 1945 года в период Моравско-Остравской наступательной операции в бою за расширение плацдарма на западном берегу реки Одер в районе деревни Забелькау (ныне Забелкув, гмина Кшижановице, Рацибужский повят Силезского воеводства, Польша) с бойцами отразил несколько контратак противника и нанес ему большой урон. В наступательном бою подкрался к дому, занятому гитлеровцами, и забросал их гранатами, чем способствовал продвижению стрелковых подразделений.
Указом Президиума Верховного Совета СССР от 29 июня 1945 года за образцовое выполнение боевых заданий командования на фронте борьбы с немецкими захватчиками и проявленные при этом доблесть и мужество сержант Клименко Григорий Ефимович награждён орденом Славы 1-й степени.
В ноябре 1945 года старшина Г. Е. Клименко демобилизован. Вернулся в родные края. Работал агрономом-свекловодом в Уманском и Корсунь-Шевченковском районах Черкасской области. В 1954 году поехал на освоение целинных земель в Кустанайскую область Казахской ССР. Награждён медалью «За освоение целинных земель». Жил в селе Шолоксай (ныне Наурзумский район Костанайской области, Казахстан). Работал агрономом, учителем трудового обучения в школе и профессионально-техническом училище в селе Докучаевка того же района. В 1960-х годах вернулся в Черкасскую область. Жил и работал в селе Городецкое Уманского района.
Умер 26 августа 1982 года. Похоронен в селе Родниковка Уманский район Черкасской области (Украина).

## Награды
- Орден Красной Звезды (24.04.1944)[3]
- Полный кавалер ордена Славы:
  - орден Славы I степени (29.06.1945)[4];
  - орден Славы II степени (03.11.1944)[5];
  - орден Славы III степени (10.08.1944)[6];
- медали, в том числе:
  - «В ознаменование 100-летия со дня рождения Владимира Ильича Ленина» (6 апреля 1970)
  - «За победу над Германией» (9 мая 1945[7])[8]

- - «За освобождение Праги» (09.05.1945)
  - «20 лет Победы в Великой Отечественной войне 1941—1945 гг.» (7 мая 1965[9])
  - «30 лет Победы в Великой Отечественной войне 1941—1945 гг.»[10]
  - «50 лет Вооружённых Сил СССР» (26 декабря 1967[11])
  - Медаль «За освоение целинных земель» (20 октября 1956 года)
- Знак «25 лет победы в Великой Отечественной войне» (1970)

## Память
- На могиле установлен надгробный памятник
- Его имя увековечено в Главном Храме Вооружённых сил России, и навсегда запечатлено на мемориале «Дорога памяти»[12].